# أندي روجاس
أندي روجاس (بالإسبانية: Andy Rojas) (2 أكتوبر 1977 في فنزويلا - ) هو لاعب كرة طائرة فنزويلا. شارك في الألعاب الأولمبية الصيفية 2008.

## وصلات خارجية
- أندي روجاس على موقع عالم الكرة الطائرة (الإنجليزية)
- أندي روجاس على موقع دوري الدرجة الأولى الإيطالي للكرة الطائرة - رجال (الإيطالية)
- أندي روجاس على موقع أوليمبيديا (الإنجليزية)